# Macrodipteryx longipennis
Macrodipteryx longipennis là một loài chim trong họ Caprimulgidae.